# Otto von Bonin (General)
Otto Heinrich Ferdinand von Bonin (* 12. Oktober 1795 in Lupow; † 1. April 1862 in Darsin) war ein preußischer Generalleutnant.

## Leben

### Herkunft und Familie
Otto von Bonin war Angehöriger des pommerschen Adelsgeschlechts von Bonin. Seine Eltern waren der preußische Generalleutnant Ernst Friedrich Otto von Bonin (1761–1822) und dessen Ehefrau Sophie, geborene von Podewils aus dem Hause Lupow (1773–1818). Der preußische General der Infanterie Eduard von Bonin (1793–1865) war ein älterer Bruder.
Bonin vermählte sich 1853 mit Hedwig Luise Frederike Albertine von Kamptz (1803–1868), der Witwe seines Vetters, des pommerschen Oberpräsidenten Wilhelm von Bonin (1786–1852), und Tochter des preußischen Justizministers Karl Albert von Kamptz (1769–1849).

### Militärkarriere
Bonin begann seine Laufbahn im Jahr 1811 als Husar im 2. Leib-Husaren-Regiment, wo er 1813 zum Portepeefähnrich und zum Sekondeleutnant avancierte und in dem er an den Befreiungskriegen teilnahm. Für seinen Einsatz bei Großgörschen erhielt er das Eiserne Kreuz II. Klasse, für den bei Belle Alliance das Eiserne Kreuz I. Klasse. Darüber hinaus kämpfte er in den Schlachten bei Bautzen, an der Katzbach, bei Leipzig, Laon und Paris, sowie in den Gefechten bei Möckern, Hochkirch, Freyburg, an der Unstrut, bei Vitry, Châlons, Château-Thierry, Berry au Bac und Claye.
1815 wurde Bonin zum 8. Husaren-Regiment versetzt. Er war 1817 Adjutant der Landwehrinspektion Stettin und wurde 1820 in dieser Funktion zur Adjutantur der 3. Landwehrbrigade versetzt. Mit seiner Beförderung zum Premierleutnant 1821 wurde er auch Adjutant der 6. Kavalleriebrigade. 1823 wechselte er in gleicher Funktion zur 1. Garde-Kavalleriebrigade und stieg 1824 zum Rittmeister auf. Er wurde 1830 Adjutant der Garde-Kavallerieinspektion sowie 1835 Adjutant des Kriegsministers. 1836 avancierte er zum Major und wurde er bei Belassung seiner Stellung dem 1. Ulanen-Regiment aggregiert sowie 1838 ebd. einrangiert. Er war 1841 etatsmäßiger Stabsoffizier im 11. Husaren-Regiment, wurde dann 1844 Kommandeur des 4. Husaren-Regiments ad interim. 1845 wurde er in dieser Stellung bestätigt, avancierte zum Oberstleutnant und 1848 zum Oberst. Bonin wurde 1850 Kommandeur der 3. Kavalleriebrigade und dem 4. Husaren-Regiment aggregiert. Er stieg 1852 zum Generalmajor auf und wurde 1856 mit dem Roten Adlerorden II. Klasse mit Schwertern ausgezeichnet.
Im selben Jahr wurde ihm sein Abschied als Generalleutnant mit Pension gewährt. 1857 wurde er mit seiner Pension zur Disposition gestellt.
Bonin war Inhaber des russischen St. Stanislausordens II. Klasse, des Kurhessischen Wilhelms-Ordens und des Badischen Zähringer Löwen-Ordens II. Klasse. Er hatte sich auf seine Güter Darsin, Groß Ruhnow, Varzmin, Zechlin, Pottangow und Vangerske zurückgezogen, die er sukzessive auch selbst bewirtschaftete und bereits 1855 teilweise zu einem Fideikommiss vereinigt hatte. Er war Stiftsherr und Patron des Klosters Ruhnow und wurde, nachdem er nach kurzer Krankheit starb, ebendort beigesetzt.